# Lomatium
Lomatium ist eine Pflanzengattung innerhalb der Familie der Doldenblütler (Apiaceae). Die seit 2018 100 bis 120 Arten sind hauptsächlich in Nordamerika verbreitet.

## Beschreibung

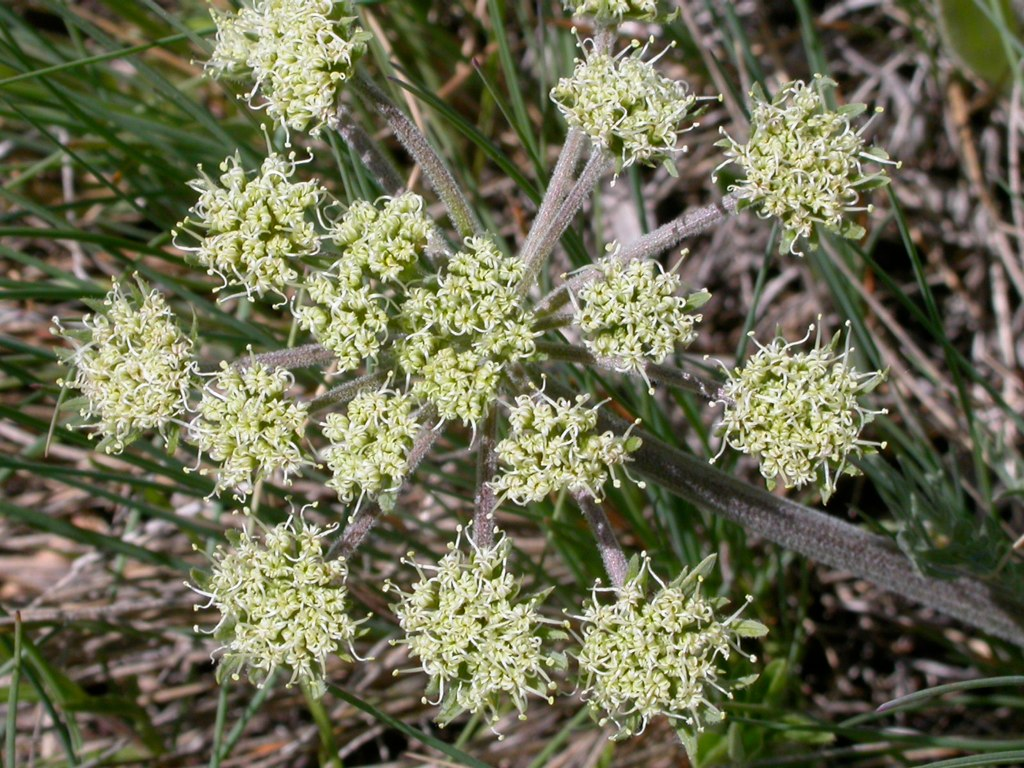
Doppeldoldiger Blütenstand von Lomatium macrocarpum

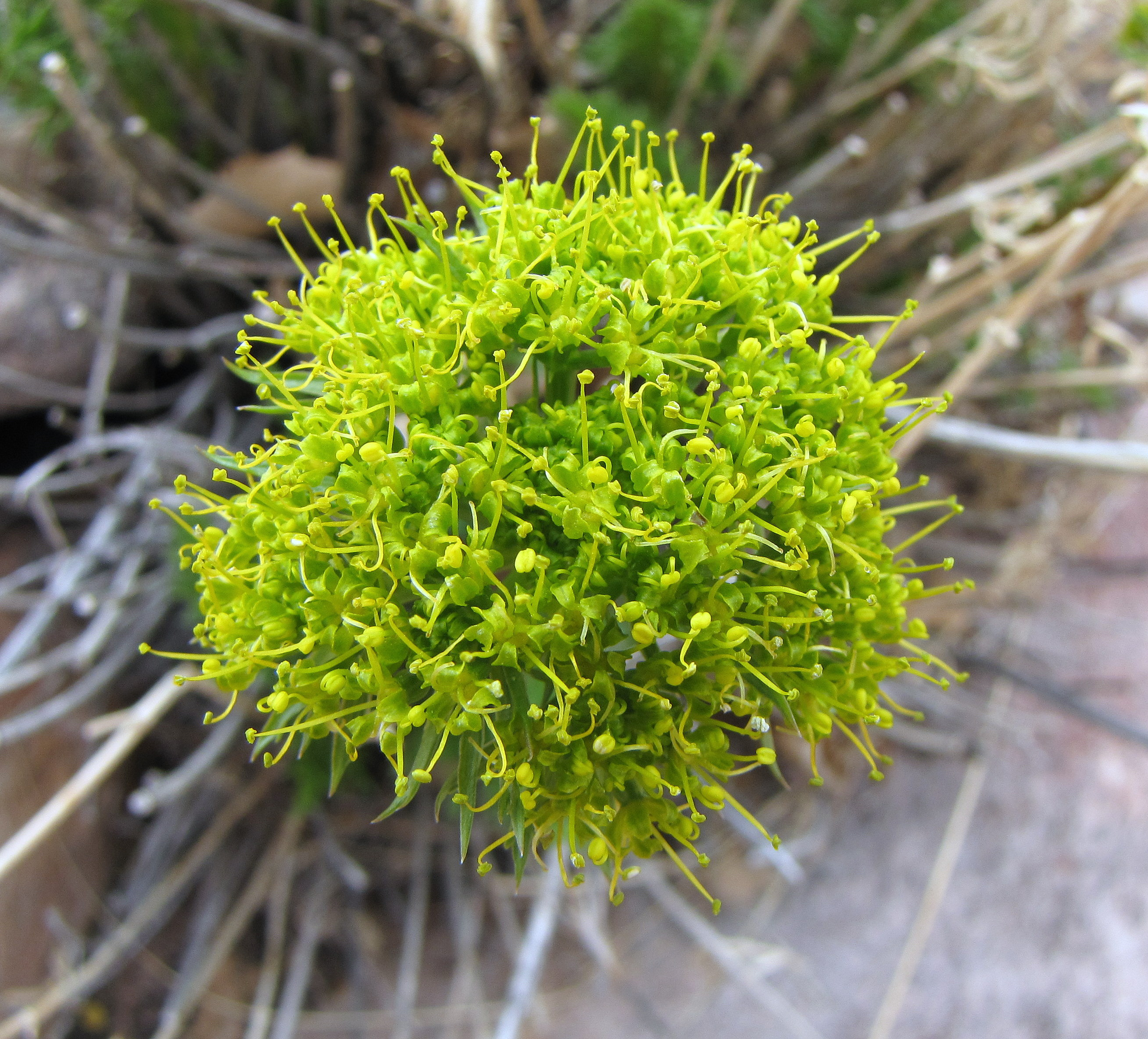
Blütenstand von Lomatium parryi

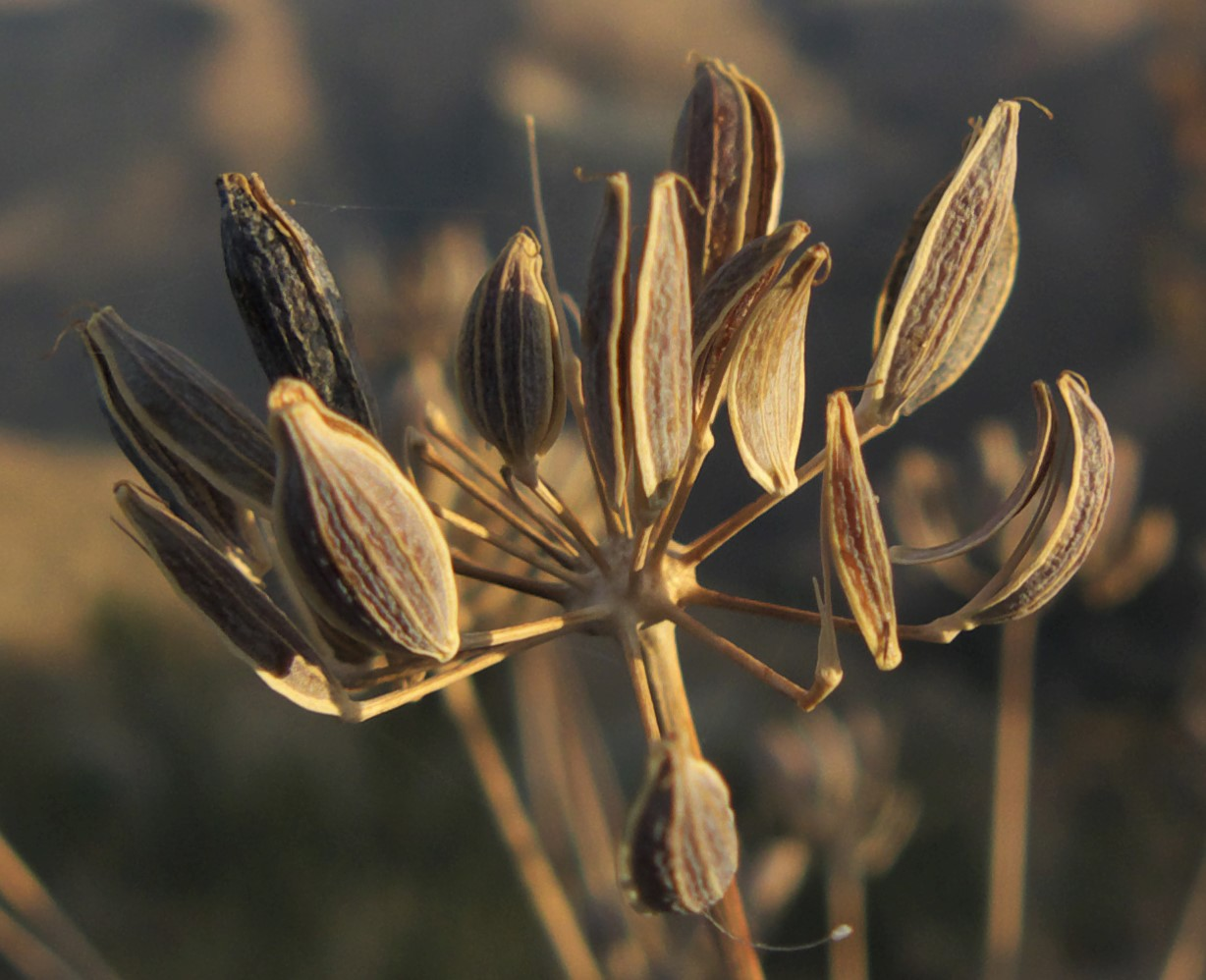
Ausschnitt eines Fruchtstandes von Lomatium nudicaule

### Vegetative Merkmale
Lomatium-Arten sind ausdauernde krautige Pflanzen. Alle Arten sind sehr langlebig; von einigen Exemplaren ist bekannt, dass sie über 100 Jahre alt sind. Als Überdauerungsorgane werden Pfahlwurzeln oder tiefliegende Pflanzenknollen gebildet. Die oberirdischen Pflanzenteile sind kahl bis wollig behaart. Bei einigen Arten sind Stängel nicht erkennbar, bei anderen Arten ist selbständig aufrechte Stängel einfach oder verzweigt. Am Stängelgrund einiger Arten befindet sich ein faseriger Schopf aus abgestorbenen Blattscheiden.
Die Laubblätter sind in Blattscheiden, Blattstiele und Blattspreiten gegliedert. Die Blattspreiten sind sehr unterschiedlich geformt: einfach und länglich, dreieckig-eiförmig oder verkehrt-eiförmig; ein- bis mehrfach fiederteilig oder ein- bis mehrfach dreizählig zusammengesetzt. Die Blattsegmente sind sehr unterschiedlich geformt.
Es ist keine giftige Lomatium-Art bekannt.

### Generative Merkmale
Es sind deutliche Blütenstandsschäfte vorhanden. Die Blüten stehen in deutlich doppeldoldigen Blütenständen zusammen. Hüllblätter fehlen. Die Hüllchenblätter sind meist vorhanden und auffällig, seltener fehlend. Die Strahlen sind ausgebreitet bis aufrecht und meist an ihrer Basis geflügelt.
Die Blüten überwiegend zwittrig und fünfzählig. Kelchzähne fehlen. Die fünf freien, weißen, gelben oder purpurfarbenen Kronblätter sind breit und verschmälern sich nach oben hin. Es sind fünf Staubblätter vorhanden. Der zweikammerige Fruchtknoten ist unterständig. Es sind zwei Narben vorhanden.
Es werden Doppelachänen gebildet. Die linealischen bis verkehrt-eiförmigen Einzelfrüchte sind von vorne bis zum Rücken abgeflacht. Die Hauptrippen am Rand der flachen Spaltfrucht sind breit bis schmal, dünn oder dick geflügelt oder manchmal fadenförmig. Die rückenständigen Hauptrippen springen deutlich vor. Es gibt je Rippeninterval ein bis mehrere Ölstriemen. Der Fruchthalter ist frei und bis zum Grund gespalten oder es ist eine korkige Leiste entlang der Mitte der Einzelfrucht vorhanden. Die Samen sind flach bis konkav.

## Systematik und Verbreitung

### Taxonomie
Die Gattung Lomatium wurde 1819 durch Constantine S. Rafinesque-Schmaltz in Journal de Physique, de Chimie, d'Histoire Naturelle et des Arts, Band 89, Seite 101 aufgestellt. Typusart ist Lomatium villosum Raf. Der Gattungsname Lomatium leitet sich aus dem Griechischen ab und bezieht sich darauf, dass die Frucht von einem deutlichen Flügel umrandet wird. Synonyme für Lomatium Raf. sind: Cogswellia Spreng., Cusickia M.E.Jones, Cynomarathrum Nutt., Euryptera Nutt. ex Torr. & A.Gray, Leibergia J.M.Coult. & Rose, Leptotaenia Nutt. ex Torr. & A.Gray.
Zur Gattung Lomatium sind drei Monographien wichtig: Mildred E. Mathias: A revision of the genus Lomatium. In: Annals of the Missouri Botanical Garden, Volume 25, 1937/8, S. 225–297; John Merle Coulter, Joseph Nelson Rose: Umbelliferae In: Contributions from the United States National Herbarium, Volume 7, 1, 1900; Mark Schlessman: Systematics of Tuberous Lomatiums. In: Systematic Botany Monographs, Volume 4, 1984.

### Äußere Systematik und botanische Geschichte
Die Gattung Lomatium gehört zur Tribus Selineae in der Unterfamilie Apioideae innerhalb der Familie Apiaceae. Die nordamerikanischen Arten von Peucedanum s. l. sind beispielsweise in Lomatium Raf. oder Cymopterus Raf. ausgegliedert worden. Zur Gattung Orogenia S.Wats. gehören nur noch zwei Arten, die dritte Art wurde 2017 zu Lomatium gestellt.

### Arten und ihre Verbreitung
Die Lomatium-Arten sind hauptsächlich in Nordamerika verbreitet. Wenige Arten kommen auch in Mexiko vor. Keine Art gilt als invasive Pflanze.
Viele Lomatium-Arten kommen nur einem kleinen Gebiet vor. Zwischen 1973 und 2016 wurden 13 Arten erstbeschrieben. 2017 erfolgten durch Feist et al. einige Neukombinationen. Auch 2018 sowie 2019 wurden neue Arten beschrieben und Taxa im Rang verändert.
Die Lomatium-Arten sind genetisch klar definiert, es sind keine Übergänge bekannt. In der Gattung Lomatium sind keine Hybriden bekannt.
Es werden Verwandtschaftsgruppen diskutiert, die als Komplex bezeichnet werden. Beispielsweise Lomatium grayi-Komplex oder Lomatium brevifolium-Komplex.
| - Lomatium ambiguum (Nutt.) Coult. & Rose: Sie kommt im westlichen Nordamerika von der kanadischen Provinz südliches British Columbia bis zu den US-Bundesstaaten nordöstliches Oregon, nördliches sowie östliches Washington, westliches Montana, nordwestliches Wyoming, Idaho sowie nördliches-zentrales Utah vor. - Lomatium attenuatum E.F.Evert: Sie wurde 1983 aus Wyoming erstbeschrieben. - Lomatium austiniae (Coult. & Rose) Coult. & Rose: Sie kommt nur im westlichen Nevada und im nordöstlichen Kalifornien nur im Plumas County vor. - Lomatium basalticum Mansfield & M.Stevens: Sie wurde 2016 erstbeschrieben. Dieser Endemit wurde bisher nur in der Umgebung des Hells Canyon in Oregon sowie Idaho gefunden. - Lomatium bentonitum K.M.Carlson & Mansfield: Sie wurde 2011 aus dem südöstlichen Oregon erstbeschrieben. - Lomatium bicolor (S.Wats.) Coult. & Rose: Es gibt zwei Varietäten: - Lomatium bicolor (S.Wats.) Coult. & Rose var. bicolor: Sie kommt in den westlichen US-Bundesstaaten südöstliches Idaho, südwestliches Wyoming sowie nördliches-zentrales Utah vor. - Lomatium bicolor var. leptocarpum (Nutt. ex Torr. & Gray) M.A.Schlessman (Syn.: Peucedanum triternatum var. leptocarpum Torr. & A.Gray, Lomatium leptocarpum (Torr. & A.Gray) J.M.Coult. & Rose): Sie kommt in den westlichen US-Bundesstaaten westliches Colorado, Idaho, östliches bis zentrales Oregon, südöstliches Washington, südliches Wyoming, nördliches Arizona, nördliches Nevada sowie nördliches Kalifornien vor. - Lomatium bradshawii (Rose ex Mathias) Mathias & Constance: Diese seltene Art kommt nur im nordwestlichen Willamette-Tal in Oregon und im südwestlichen Washington vor. - Lomatium brandegeei (Coult. & Rose) J.F.Macbr.: Dieser Endemit kommt nur im westlichen Washington vor. - Lomatium brunsfeldianum Kemper & R.P.McNeill: Sie wurde 2012 erstbeschrieben. - Lomatium californicum (Nutt. ex Torr. & Gray) Mathias & Constance: Sie kommt in den westlichen US-Bundesstaaten südliches Oregon sowie Kalifornien vor. - Lomatium canbyi (Coult. & Rose) Coult. & Rose: Sie kommt in den westlichen US-Bundesstaaten westliches Idaho, östliches Oregon, östliches Washington, nordöstliches Kalifornien sowie nordwestliches Nevada vor. - Lomatium caruifolium (Hook. & Arn.) Coult. & Rose: Es gibt zwei Varietäten: - Lomatium caruifolium (Hook. & Arn.) Coult. & Rose var. caruifolium: Sie kommt in weiten Teilens Kaliforniens vor. - Lomatium caruifolium var. denticulatum (Jeps.) Jeps.: Dieser Endemit kommt nur im nördlichen Kalifornien vor. - Lomatium ciliolatum Jepson: Dieser Endemit kommt hauptsächlich im nordwestlichen Kalifornien vor. - Lomatium columbianum Mathias & Constance - Lomatium concinnum (Osterh.) Mathias: Sie kommt in Colorado vor. - Lomatium congdonii Coult. & Rose: Dieser Endemit kommt nur im zentralen Kalifornien in den Vorbergen der Sierra Nevada vor. - Lomatium cookii J.S.Kagan: Sie wurde 1986 erstbeschrieben. Dieser Endemit kommt nur im südwestlichen Oregon vor. - Lomatium cous (S.Wats.) Coult. & Rose (Syn.: Peucedanum cous S.Watson): Sie kommt im nordwestlichen US-Bundesstaaten Idaho, Montana, Oregon, Washington sowie Wyoming vor. - Lomatium cusickii (S.Wats.) Coult. & Rose: Sie kommt in Oregon vor. - Lomatium cuspidatum (Coult. & Rose) Mathias & Constance - Lomatium dasycarpum (Torr. & Gray) Coult. & Rose: Es gibt zwei Unterarten: - Lomatium dasycarpum (Torr. & Gray) Coult. & Rose subsp. dasycarpum: Sie kommt nur vom US-Bundesstaat Kalifornien bis zum mexikanischen Baja California vor. - Lomatium dasycarpum subsp. tomentosum (Benth.) Theob.: Sie kommt nur im zentralen Teil des US-Bundesstaates Kalifornien vor. - Lomatium depauperatum (M.E.Jones) J.A.Alexander & W.Whaley (Syn.: Cogswellia millefolia var. depauperata M.E.Jones, Lomatium grayi var. depauperatum (M.E.Jones) Mathias): Diese Neukombination und Änderung des Rang erfolgte 2018. Sie kommt in den westlichen USA in Nevada sowie Utah vor. - Lomatium dissectum (Nutt. ex Torr. & Gray) Mathias & Constance: Sie kommt im westlichen Nordamerika von der kanadischen Provinz British Columbia bis zu den US-Bundesstaaten Idaho, Oregon, Washington sowie Kalifornien vor. - Lomatium donnellii (Coult. & Rose) Coult. & Rose (Syn.: Lomatium plummerae (J.M.Coult. & Rose) J.M.Coult. & Rose, Peucedanum donnellii J.M.Coult. & Rose, Peucedanum plummerae J.M.Coult. & Rose): Sie kommt in den westlichen US-Bundesstaaten östliches Oregon, nordwestliches Nevada sowie nordöstliches Kalifornien vor. - Lomatium eastwoodiae (Coult. & Rose) J.F.Macbr.: Sie kommt in Colorado vor. - Lomatium engelmannii Mathias: Sie kommt in den westlichen USA nur im südwestlichen Oregon und nördlichen Kalifornien vor. - Lomatium erythrocarpum R.J.Meinke & L.Constance: Sie wurde 1984 erstbeschrieben. Dieser Endemit kommt nur im Baker County in Oregon vor. - Lomatium farinosum (Geyer) Coult. & Rose: Es gibt seit 1978 zwei Varietäten: - Lomatium farinosum (Geyer) Coult. & Rose var. farinosum: Sie kommt in den westlichen US-Bundesstaaten nördliches Idaho, östliches Washington und vielleicht im Missoula County in Montana vor. - Lomatium farinosum var. hambleniae (Mathias & Constance) Schlessman (Syn.: Lomatium hambleniae Mathias & Constance): Sie hat seit 1978 den Rang einer Varietät. Sie kommt in den westlichen US-Bundesstaaten nördliches-zentrales Oregon sowie zentrales Washington vor. - Lomatium filicinum (M.E.Jones) Mansfield & M.Stevens (Syn.: Leptotaenia filicina M.E.Jones): Diese Neukombination erfolgte 2018. - Lomatium foeniculaceum (Nutt.) Coult. & Rose: Mit den Unterarten: - Lomatium foeniculaceum subsp. daucifolium (Torr. & Gray) Theob. - Lomatium foeniculaceum subsp. fimbriatum W.L.Theob.: Sie kommt nur im östlichen Kalifornien und in Utah vor. - Lomatium foeniculaceum (Nutt.) Coult. & Rose subsp. foeniculaceum - Lomatium foeniculaceum subsp. inyoense (Mathias & Constance) W.L.Theob.: Sie kommt wohl nur in Kalifornien in den White and Inyo Mountains vor und könnte auch in Idaho sowie Nevada vorkommen. - Lomatium foeniculaceum subsp. macdougalii (Coult. & Rose) W.L.Theob.: Sie kommt im östlichen Kalifornien, östlichen Oregon, in Utah, Montana sowie Arizona vor. - Lomatium fusiformis (S.Watson) J.F.Sm. & Mansfield (Syn.: Orogenia fusiformis S.Watson): Diese Neukombination erfolgte 2017. Sie kommt im nördlichen Kalifornien und zentralen Oregon vor. - Lomatium geyeri (S.Wats.) Coult. & Rose: Sie kommt im westlichen Nordamerika in den US-Bundesstaaten nördliches Idaho, Montana (nur in Lincoln County) sowie Washington vor. - Lomatium gormanii (T.J.Howell) Coult. & Rose: Sie kommt in Washington vor. - Lomatium graveolens (S.Wats.) R.D.Dorn & R.L.Hartman: Es gibt zwei Varietäten: - Lomatium graveolens (S.Wats.) R.D.Dorn & R.L.Hartman var. graveolens: Sie kommt in den westlichen US-Bundesstaaten Idaho, Wyoming sowie nördliches Utah vor. - Lomatium graveolens var. alpinum (Wats.) R.D.Dorn & R.L.Hartman: Sie kommt in den westlichen US-Bundesstaaten östliches Nevada sowie Utah vor. - Lomatium grayi (Coult. & Rose) Coult. & Rose: Der Lomatium grayi Komplex wurde 2018 bearbeitet, dadurch ergibt sich ein neues Verbreitungsgebiet für Lomatium grayi s. str. Sie kommt in den US-Bundesstaaten Colorado, Idaho, Utah, Wyoming sowie New Mexico vor. - Lomatium greenmanii Mathias: Dieser Endemit kommt nur im Wallowa County in Oregon vor. - Lomatium hallii (S.Wats.) Coult. & Rose: Sie kommt im nördlichen Kalifornien und in Oregon vor. - Lomatium hendersonii (Coult. & Rose) Coult. & Rose: Sie kommt in den westlichen US-Bundesstaaten Oregon, Idaho, Nevada sowie im nördlichen Kalifornien vor. - Lomatium hooveri (Mathias & Constance) L.Constance & B.Ertter: Dieser Endemit kommt in Kalifornien nur in den Inner North Coast Ranges vor. - Lomatium howellii (S.Wats.) Jepson: Sie kommt in den westlichen USA nur im südwestlichen Oregon sowie nördlichen Kalifornien vor. - Lomatium idahoense Mathias & Constance - Lomatium insulare (Eastw.) Munz Dieser Endemit kommt nur auf den zwei Inseln der kalifornischen Insel San Nicolas und der mexikanischen Isla Guadalupe vor. - Lomatium junceum R.C.Barneby & N.H.Holmgren: Sie wurde 1979 erstbeschrieben. - Lomatium juniperinum (M.E.Jones) Coult. & Rose: Sie kommt in Colorado und in Utah vor. - Lomatium klickitatense J.A.Alexander & W.Whaley: Sie wurde 2018 erstbeschrieben. Sie kommt in den westlichen USA nur in Washington im Klickitat County und in Oregon in Hood River County sowie Wasco County vor. - Lomatium knokei Darrach: Sie wurde 2014 aus Washington erstbeschrieben. - Lomatium kogholiini Mason & Willie: Sie wurde 2019 erstbeschrieben. Herbarmaterial, das zu dieser Art gehört wurde bis 2019 drei Arten zugeschrieben Lomatium congdonii, Lomatium engelmannii und Lomatium tracyi. Die Endemit gedeiht nur über ultramafischen Gestein im Red Mountain im nördlichen Mendocino County in Kalifornien. - Lomatium laevigatum (Nutt.) Coult. & Rose - Lomatium latilobum (Rydb.) Mathias: Sie kommt in den westlichen USA nur im Mesa County in Colorado und Grand sowie San Juan County in Utah vor. - Lomatium linearifolium (S.Watson) J.F.Sm. & Mansfield (Syn.:Orogenia linearifolia S.Watson): Diese Neukombination erfolgte 2017. - Lomatium lithosolamans J.F.Sm. & Feist (Syn.: Tauschia hooveri Mathias & Constance non Lomatium hooveri (Mathias & Constance) Constance & Ertter): Dieser Name ist seit 2017 neu. - Lomatium lucidum (Nutt.) Jepson: Sie kommt in Kalifornien vom Santa Barbara bis zum San Diego County und im nördlichen Teil der mexikanischen Baja Califormia vor. - Lomatium macrocarpum (Hook. & Arn.) Coult. & Rose (Syn.: Peucedanum macrocarpum Nutt. ex Torr. & A.Gray): Sie ist im westlichen bis zentralen Nordamerika vom kanadischen südlichen Saskatchewan, südlichen Alberta, südlichen Manitoba sowie südlichen British Columbia und in den US-Bundesstaaten nördliches sowie westliches North Dakota, South Dakota (nur im Harding County), Idaho, Montana, Oregon, Washington, Wyoming, Kalifornien sowie nördlichen Utah und vielleicht im nördlichen Colorado verbreitet. - Lomatium marginatum (Benth.) Coult. & Rose: Es gibt zwei Varietäten: - Lomatium marginatum (Benth.) Coult. & Rose var. marginatum: Sie kommt im nördlichen bis zentralen Kalifornien vor. - Lomatium marginatum var. purpureum Jeps.: Dieser Endemit gedeiht in Höhenlagen von 300 bis 800 Metern nur im Nördlichen Küstengebirge in Kalifornien. - Lomatium martindalei (Coult. & Rose) Coult. & Rose: Sie kommt im westlichen Nordamerika im südwestlichen Teil des kanadischen British Columbia und in den US-Bundesstaaten westliches Oregon, westliches Washington sowie nordwestliches Kalifornien vor. - Lomatium minimum (Mathias) Mathias - Lomatium minus (Rose ex Howell) Mathias & Constance: Sie kommt in Oregon vor. - Lomatium mohavense (Coult. & Rose) J.M.Coult. & Rose: Sie kommt von Oregon und Kalifornien bis Baja California vor. Es wurde eine Unterart beschrieben: - Lomatium mohavense subsp. longilobum Theobald - Lomatium mohavense (Coult. & Rose) J.M.Coult. & Rose subsp. mohavense: Sie kommt von Kalifornien bis Baja California vor. - Lomatium multifidum (Nutt.) R.P.McNeill & Darrach (Syn.: Lomatium dissectum var. multifidum (Nutt.) Mathias & Constance, Leptotaenia multifida Nutt., Leptotaenia dissecta var. multifida (Nutt.) Jepson, Ferula multifida (Nutt.) Gray): Den Rang einer Art hat sie seit 2017. Sie kommt im westlichen Nordamerika von den kanadischen Provinzen Alberta sowie British Columbia über die US-Bundesstaaten Colorado, Idaho, Montana, Oregon, Washington, Wyoming, Arizona, Nevada, Utah sowie Kalifornien bis zum mexikanischen Bundesstaat Baja California vor. - Lomatium nevadense (S.Wats.) Coult. & Rose: Es gibt zwei Varietäten: - Lomatium nevadense (S.Wats.) Coult. & Rose var. nevadense: Sie kommt in den US-Bundesstaaten Oregon, Arizona, Nevada, Utah sowie im östlichen Kalifornien vor. - Lomatium nevadense var. parishii (Coult. & Rose) Jeps. (Syn.: Lomatium nevadense var. holopterum Jeps., Lomatium nevadense var. pseudorientale (M.E.Jones) Munz): Sie kommt in den US-Bundesstaaten westliches New Mexico, Nevada sowie in Gebirgen Kaliforniens und im nördlichen mexikanischen Bundesstaat Sonora vor. - Lomatium nudicaule (Pursh) Coult. & Rose: Sie kommt im westlichen Nordamerika in der kanadischen Provinz British Columbia und in den westlichen US-Bundesstaaten Idaho, Oregon, Washington, Nevada, Utah sowie nördliches Kalifornien vor. - Lomatium nuttallii (A.Gray) Macbr.: Sie kommt in den US-Bundesstaaten Nebraska, Colorado, Wyoming sowie New Mexico vor. - Lomatium observatorium L.Constance & B.Ertter: Sie wurde 1996 erstbeschrieben. Dieser Endemit wurde bisher nur im kalifornischen Mount Hamilton Range in Höhenlagen von 1280 bis 1330 Metern gefunden. - Lomatium ochocense Helliwell & Constance: Sie wurde 2010 aus Oregon erstbeschrieben. - Lomatium oreganum Coult. & Rose: Sie kommt in Oregon vor. - Lomatium orientale Coult. & Rose: Sie ist in Nordamerika von den kanadischen Provinzen Saskatchewan sowie Manitoba in den US-Bundesstaaten Utah, Iowa, Kansas, Minnesota, Nebraska, North Dakota, South Dakota, Colorado, Idaho, Montana, Wyoming sowie New Mexico verbreitet. - Lomatium packardiae A.Cronquist: Sie wurde 1992 erstbeschrieben. Sie kommt vom nordöstlichen Oregon bis zum westlichen Idaho vor. - Lomatium papilioniferum J.A.Alexander & W.Whaley: Sie wurde 2018 erstbeschrieben. Sie kommt im westlichen Nordamerika in der kanadischen Provinz British Columbia und in den US-Bundesstaaten Washington sowie Kalifornien vor. - Lomatium parryi (S.Wats.) J.F.Macbr.: Sie kommt in den kalifornischen Dessert Mountains und in Utah sowie Arizona vor. - Lomatium parvifolium (Hook. & Arn.) Jeps.: Sie kommt nur im westlichen-zentralen Kalifornien im Küstengebirge vor. - Lomatium pastorale Darrach & D.H.Wagner: Sie wurde 2011 aus Oregon erstbeschrieben. - Lomatium peckianum Mathias & Constance: Sie kommt in den Klamath Mountains im nördlichen Kalifornien und im südlichen Oregon vor. - Lomatium piperi Coult. & Rose: Sie kommt im nördlichen Kalifornien und in Washington vor. - Lomatium planosum (Osterh.) Mansfield & S.R.Downie (Syn.: Aulospermum planosum Osterh., Cymopterus planosus (Osterh.) Mathias): Diese Neukombination erfolgte 2017. Die Art kommt im nordwestlichen Colorado vor. - Lomatium quintuplex M.A.Schlessman & L.Constance: Sie wurde 1979 aus dem US-Bundesstaat Washington erstbeschrieben. - Lomatium ravenii Mathias & Constance: Es gibt seit 2011 zwei Varietäten: - Lomatium ravenii var. paiutense K.M.Carlson & Mansfield: Sie wurde 2011 erstbeschrieben. Sie kommt in den westlichen USA in Kalifornien im östlichen Lassen County sowie südöstlichen Modoc County und in Oregon, Idaho sowie westlichen Utah vor. - Lomatium ravenii Mathias & Constance var. ravenii: Sie kommt in Kalifornien in der Umgebung von Ravendale sowie Painters Ebene und im östlichen Lassen County vor. - Lomatium roneorum Darrach: Sie wurde 2018 erstbeschrieben. Dieser Endemit kommt nur an den östlichen Hängen des Kaskaden-Gebirges im westlichen US-Bundesstaat Washington vor. - Lomatium repostum (Jeps.) Mathias: Dieser Endemit kommt nur im kalifornischen Küstengebirge in Höhenlagen von 100 bis 800 Metern vor. - Lomatium rigidum (M.E.Jones) Jeps.: Dieser Endemit kommt nur im kalifornischen Big Pine, Bishop creeks und im Inyo County vor. - Lomatium rollinsii Mathias & Constance - Lomatium roseanum A.Cronquist - Lomatium salmoniflorum (Coult. & Rose) Mathias & Constance: Sie kommt in Idaho vor. - Lomatium sandbergii (Coult. & Rose) Coult. & Rose: Sie kommt in British Columbia, Alberta, Idaho und Montana vor. - Lomatium scabrum (Coult. & Rose) Mathias: Mit den Varietäten: - Lomatium scabrum (Coult. & Rose) Mathias var. scabrum - Lomatium scabrum var. tripinnatum S.Goodrich: Sie kommt von Utah bis Arizona vor. - Lomatium serpentinum (M.E.Jones) Mathias - Lomatium shevockii R.L.Hartman & L.Constance: Sie wurde 1988 erstbeschrieben.: Dieser Endemit kommt nur im kalifornischen Kern County in der Hohen Sierra Nevada in Höhenlagen von 2200 bis 2500 Metern vor. - Lomatium simplex (Nutt.) J.F.Macbr.: Es gibt zwei Varietäten: - Lomatium simplex var. leptophyllum (Hook.) Mathias - Lomatium simplex (Nutt.) J.F.Macbr. var. simplex - Lomatium stebbinsii M.A.Schlessman & L.Constance: Sie wurde 1979 erstbeschrieben. Dieser Endemit kommt nur in der kalifornischen Hohen Sierra Nevada in Höhenlagen von 1250 bis 1700 Metern vor. - Lomatium suksdorfii (S.Wats.) Coult. & Rose: Sie kommt nur im US-Bundesstaat Washington vor. - Lomatium swingerae McNeill: Sie wurde 2014 aus Idaho erstbeschrieben. - Lomatium tamanitchii Darrach & Thie: Sie wurde 2010 aus Washington erstbeschrieben. - Lomatium tarantuloides Darrach & Hinchliff: Sie wurde 2014 erstbeschrieben. Dieser Endemit wurde bisher nur im nordöstlichen Oregon gefunden. - Lomatium tenuissimum (Geyer ex Hook.) Feist & G.M.Plunkett (Syn.: Peucedanum tenuissimum Geyer ex Hook., Tauschia tenuissima (Geyer ex Hook.) Mathias & Constance, Leibergia orogenioides Coulter & Rose, Cogswellia orogenioides (J.M.Coult. & Rose) Jones, Lomatium orogenioides (J.M.Coult. & Rose) Mathias): Diese Neukombination erfolgte 2017. Die Art kommt vom östlichen Washington bis zum nördlichen Idaho vor. - Lomatium thompsonii (Mathias) Cronq.: Sie kommt im nördlich-zentralen Washington vor. - Lomatium torreyi (Coult. & Rose) Coult. & Rose: Dieser Endemit kommt nur in der kalifornischen Hohen Sierra Nevada in Höhenlagen von 1100 bis 3300 Metern vor. - Lomatium tracyi Mathias & Constance: Sie kommt in den westlichen US-Bundesstaaten Oregon sowie nördliches Kalifornien vor. - Lomatium triternatum (Pursh) Coult. & Rose: Es gibt zwei bis vier Varietäten, aber diese Verwandtschaftsgruppe wird kontrovers diskutiert: - Lomatium triternatum var. anomalum (M.E.Jones ex Coult. & Rose) Mathias: Sie kommt in den westlichen US-Bundesstaaten Idaho, nordöstliches Oregon, Wyoming (nur im Lincoln County) sowie im nördlichen Utah vor. - Lomatium triternatum var. brevifolium (Coult. & Rose) Mathias: Sie kommt in Orgon vor. - Lomatium triternatum var. macrocarpum (Coult. & Rose) Mathias: Sie kommt in den westlichen US-Bundesstaaten Washington, Idaho, Nevada sowie Kalifornien vor. - Lomatium triternatum (Pursh) Coult. & Rose var. triternatum: Sie kommt im westlichen Nordamerika in den kanadischen Provinzen südliches Alberta sowie südliches British Columbia und in den US-Bundesstaaten Idaho, nordwestliches Montana, südliches Oregon sowie nördlichen Kalifornien vor. - Lomatium tuberosum Hoover - Lomatium utriculatum (Nutt. ex Torr. & Gray) Coult. & Rose: Sie kommt im westlichen Nordamerika in der kanadischen Provinz British Columbia und in den westlichen US-Bundesstaaten Oregon, Washington sowie Kalifornien vor. - Lomatium vaginatum Coult. & Rose: Sie kommt in den westlichen US-Bundesstaaten Oregon, westliches Nevada sowie nördliches Kalifornien vor. - Lomatium watsonii Coult. & Rose |

## Nutzung

### Verwendung als Nahrungsmittel
Von einigen Lomatium-Arten (beispielsweise Lomatium ambiguum, Lomatium canbyi, Lomatium cous, Lomatium dissectum, Lomatium eurycarpum, Lomatium farinosum, Lomatium foeniculaceum, Lomatium gayeri, Lomatium gormanii, Lomatium grayi, Lomatium macrocarpum, Lomatium nudicaule, Lomatium triternatum, Lomatium utriculatum) wurden von einigen Stämmen der nordamerikanischen indigenen Völker Pflanzenteile gegessen:
Für einige nordamerikanische Stämme war Lomatium ambiguum ein Hauptnahrungsmittel und ist eine von den beiden Lomatium-Arten, die am vielseitigsten verwendet wurde. Die unterirdischen Pflanzenteile wurden roh oder gegart gegessen. Die unterirdischen Pflanzenteile können auch getrocknet und gemahlen werden; mit diesem Pulver kann man beispielsweise Suppen würzen. Die Samen können gemahlen werden oder roh gegessen werden. Die Blütenstände und die oberen Blätter kann man verwenden um Salate oder Suppen etc. zu würzen.
Lomatium macrocarpum war für einige nordamerikanische Stämme ein Hauptnahrungsmittel und ist eine von den beiden Lomatium-Arten, die am vielseitigsten verwendet wurde. Die unterirdischen Pflanzenteile wurden meist geschält vor dem garen oder essen. Die getrockneten unterirdischen Pflanzenteile können gemahlen werden und zum Kuchenbacken verwendet werden. Die Samen werden roh oder gegart gegessen und sind sehr nährstoffreich. Die gemahlenen Samen werden als Gewürz beim Brotbacken oder beispielsweise zum würzen von Suppen verwendet. Obwohl die Samen relativ kleinen sind, kann man sie trotzdem leicht ernten. Aus den Blättern, Stängeln und Blüten kann man einen Tee machen.

### Verwendung als Heilpflanze
Von einigen Lomatium-Arten (beispielsweise Lomatium ambiguum, Lomatium dissectum, Lomatium macrocarpum, Lomatium nudicaule, Lomatium triternatum, Lomatium utriculatum) wurden die medizinischen Wirkungen untersucht. Sie wurden schon in der Volksmedizin verwendet.

## Weiterführende Literatur
- E. George, Donald H. Mansfield, James F. Smith, R. Hartman, S. Downie, C. Hinchliff: Phylogenetic analysis reveals multiple cases of morphological parallelism and taxonomic polyphyly in Lomatium (Apiaceae). In: Systematic Botany, Volume 39, Issue 2, 2014, S. 662–675.
- James F. Smith, Donald H. Mansfield, McKayla Stevens, Edgar Sosa, Mary Ann E. Feist, Stephen R. Downie, Gregory M. Plunkett, Mark Darrach: Try Tri again? Resolving species boundaries in the Lomatium triternatum (Apiaceae) complex. In: Journal of Systematics and Evolution, Volume 56, Issue 3, 2018, S. 218–230. doi:10.1111/jse.12418
- McKayla Stevens, Donald H. Mansfield, James F. Smith, M. A. E. Feist Resolving the Anomaly of Lomatium anomalum: Discovery of a New Species in Southwestern Idaho (U.S.A.), Lomatium andrusianum (Apiaceae). In: Journal of the Botanical Research Institute of Texas, Volume 12, 2018, S. 1–15.